# Cleora cucullata
Cleora cucullata är en fjärilsart som beskrevs av Fletcher 1953. Cleora cucullata ingår i släktet Cleora och familjen mätare. Inga underarter finns listade i Catalogue of Life.